# Culaba
Culaba è una municipalità di quinta classe delle Filippine, situata nella Provincia di Biliran, nella Regione del Visayas Orientale.
Culaba è formata da 17 baranggay:
- Acaban
- Bacolod
- Binongtoan
- Bool Central (Pob.)
- Bool East (Pob.)
- Bool West (Pob.)
- Calipayan
- Culaba Central (Pob.)
- Guindapunan
- Habuhab
- Looc
- Marvel (Pob.)
- Patag
- Pinamihagan
- Salvacion
- San Roque
- Virginia (Pob.)